# Marquesado de Casa Muñoz
El marquesado de Casa Muñoz es un título nobiliario español concedido por Fernando VII el 22 de febrero de 1817 a Tomás Muñoz y Lobatón, Caballero de la Orden de Alcántara (1815) y alcalde de Lima. 

## Marqueses de Casa Muñoz
|                           | Titular                                   | Periodo                   |
| Creación por Fernando VII | Creación por Fernando VII                 | Creación por Fernando VII |
| ------------------------- | ----------------------------------------- | ------------------------- |
| I                         | Tomás Muñoz y Jiménez de Lobatón          | 1817-1818                 |
| II                        | Josefa Muñoz Bravo de Lagunas             | 1818-1828                 |
| III                       | María del Carmen Manrique de Lara y Muñoz | 1828-                     |
|                           |                                           | Vacante                   |

## Historia de los marqueses de Casa Muñoz
- Tomás Muñoz y Lobatón (n. en Lima, Perú, el 20 de octubre de 1758 -) I marqués de Casa Muñoz,[2] coronel agregado al Regimiento de Milicias disciplinadas de Chancay y alcalde Provincial de la misma.

Casó con María del Carmen Josefa de Jesus Bravo de Lagunas Castilla y Zavala. Al fallecer en 1818, el título recae en su única hija:
- Josefa Muñoz Bravo de Castilla (-27 de marzo de 1828), II marquesa de Casa Muñoz.[2]

Contrajo primer matrimonio el 11 de mayo de 1811 con Francisco Pio Manrique de Lara y Carvajal Vargas, IV marqués de Lara.
Contrajo segundo matrimonio en 1816 con Luis de Soria Santa Cruz y Navarro (n. en Cádiz el 26 de febrero de 1789-Lima 17 de noviembre de 1834), Coronel de Caballería nacido en Cádiz el 26 de febrero de 1789, Alcalde de Primer Voto y Regidor Perpetuo de Lima.
- María del Carmen Manrique de Lara y Muñoz, III marquesa de Casa Muñoz.[2]

Casó con Andrés María Álvarez Armas, cónsul de Venezuela en Lima.